# Центр військової історії армії США
Центр військової історії армії США (англ. United States Army Center of Military History (CMH) — директорат у структурі офісу адміністративного помічника міністра армії США, що сприяє розвиткові досліджень у царині військової історії сухопутних військ США. Традиційно центр військової історії збирає, узагальнює, аналізує та досліджує офіційну історію армії країни у мирний та воєнний час, а також надає рекомендації на основі історичних досліджень та висновків з прикладів військовикам армії. Центр є провідною організацією «Програми армійської історії» (англ. Army Historical Program).

## Історія та призначення
Центр військової історії армії США веде свою історію від заснування в 1874 році групи військових істориків під проводом військового секретаря США, що займалася збором та аналізом офіційних даних історії Громадянської війни в країні. Аналогічну роботу по історії Першої світової війни здійснювала історична секція Коледжу армії США.
Офіційно центр військової історії армії був утворений у липні 1943 року, як історичний відділ Об'єднаного штабу, до якого увійшли історики, перекладачі, редактори та картографи, що займалися збором усілякої інформації стосовно подій Другої світової війни. У 1946 році цей відділ видав перший збірник офіційних даних, що лічив 78 томів обробленої інформації по військовій історії армії США за часів світового конфлікту.

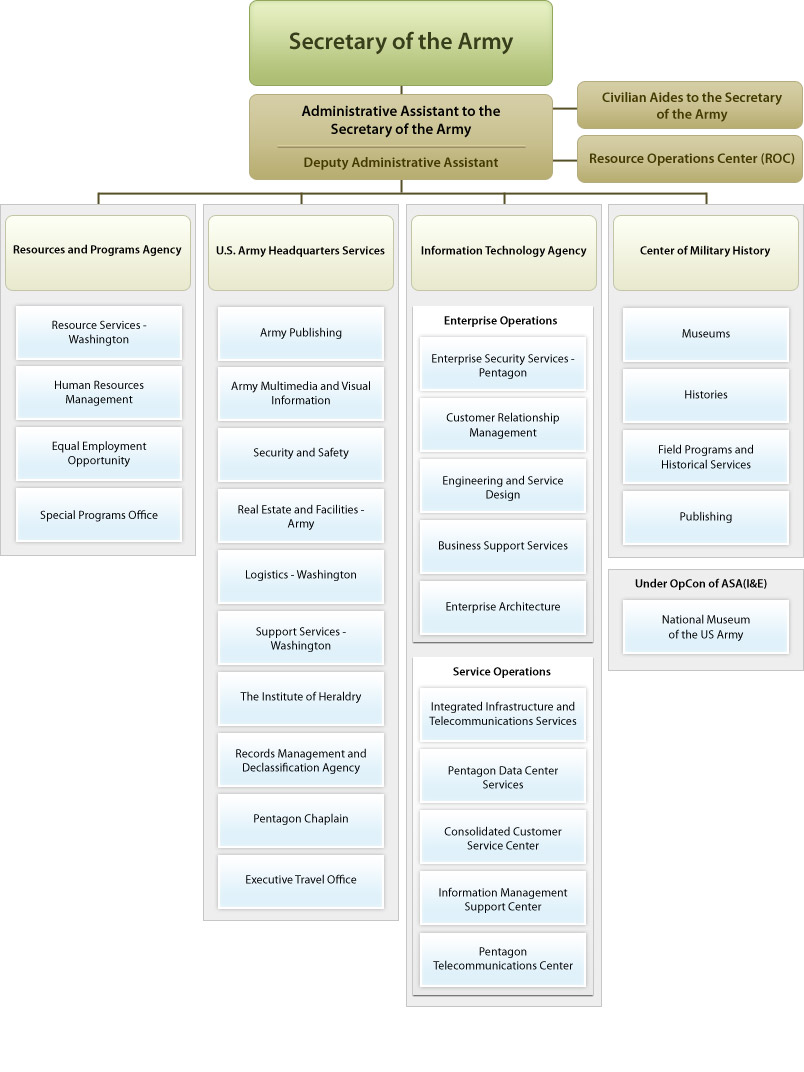
Організаційно-штатна структура офісу адміністративного помічника міністра армії з Центром військової історії армії США

Надалі Центр випускав видання присвячені ролі армії Сполучених Штатів у Корейській та В'єтнамській війнах, а також серію збірників про армію у Холодній війні.
З моменту свого заснування Центр військової історії надавав професійну підтримку в галузі історії війн та військового мистецтва секретаріату армії, його штабним елементам, забезпечуючи необхідною інформаційною складовою процес прийняття рішень, управління військами, бойових інформаційних програм, публічних виступів офіційних високопосадовців. Згодом роль Центру зросла, на нього покладалися певні задачі військової освіти в царині історії, керівництво системою військових музеїв, що належать армії США, впровадження автоматизованих систем пошукових даних з історії. Робота центру в армійських школах допомагає у вивченні історії, що є частиною підготовки офіцерів і унтер-офіцерів сухопутних військ. Багато з цих заходів є частиною виховної роботи, що провадиться на місцях польових історичних подій та в армійських музеях.